# فستيل كاراييل
فستيل كاراييل (بالتركية: Vestel Karayel)‏ هي طائرة بدون طيار تُستخدم للمراقبة والاستطلاع ومكافحة الطائرات بدون طيار والقصف الدقيق، طورتها شركة فستيل التركية للقوات المسلحة التركية وتعتبر أول طائرة تكتيكية بدون طيار تم تصميمها وإنتاجها وفقًا لـ لمعيار الناتو STANAG-4671 لأغراض الاستطلاع والمراقبة. تتميز كاراييل بهندسة إلكترونيات طيران مبتكرة تضمن الحماية من جميع أنواع التصادم غير المنضبط، وباستخدام هذه الميزة قامت VESTEL Defense بأمان منظم ضد الأعطال يستخدم لأول مرة مع هذه الطائرة بدون طيار.

## المواصفات
البيانات من فستيل 
الخصائص العامة
- طاقم: بدون طيار
- طول: 6.5 م (21 قدم 4 بوصة)
- باع الجناح: 10.5 م (34 قدم 5 بوصة)
- وزن الإقلاع الأقصى: 550 كـغ (1,213 رطل)
- محركات: 1 × غير محدد , 72 كـو (97 حصان)
- مراوح: ريشة واحدة, 1.45 م (4 قدم 9 بوصة) diameter

أداء
- السرعة القصوى: 148 كم/س؛ 92 ميل/س (80 عقدة)
- قدرة التحمل: 20 ساعة
- سقف الخدمة: 6,858 م (22,500 قدم)

## المشغلون
- السعودية: تعاقدت السعودية للحصول على 46 طائرة بدون طيار من طراز كاراييل في نوفمبر 2017 أعلنت شركة «فيستل-VESTEL» التركية للصناعات الإلكترونية والدفاعية، عن توقيعها مذكرة تفاهم مع شركة AEC السعودية للإلكترونيات، من أجل تصنيع وصيانة الأنظمة الالكترونية الخاصة بالطائرة التركية في مصنع لدى AEC على الأراضي السعودية. وتم توقيع مذكرة التفاهم بين الجانبين التركي والسعودي، خلال معرض دبي للطيران الذي أقيم بين 12 و16 نوفمبر/ تشرين الثاني.[4][5][6]
- تركيا: 10 طائرات من طراز كاراييل-إس يو (بالإنجليزية: Karayel-SU TUAV)‏ مزودة بنظام ساتكوم.[7][8]

## روابط خارجية
- الموقع الرسمي